# Метельное

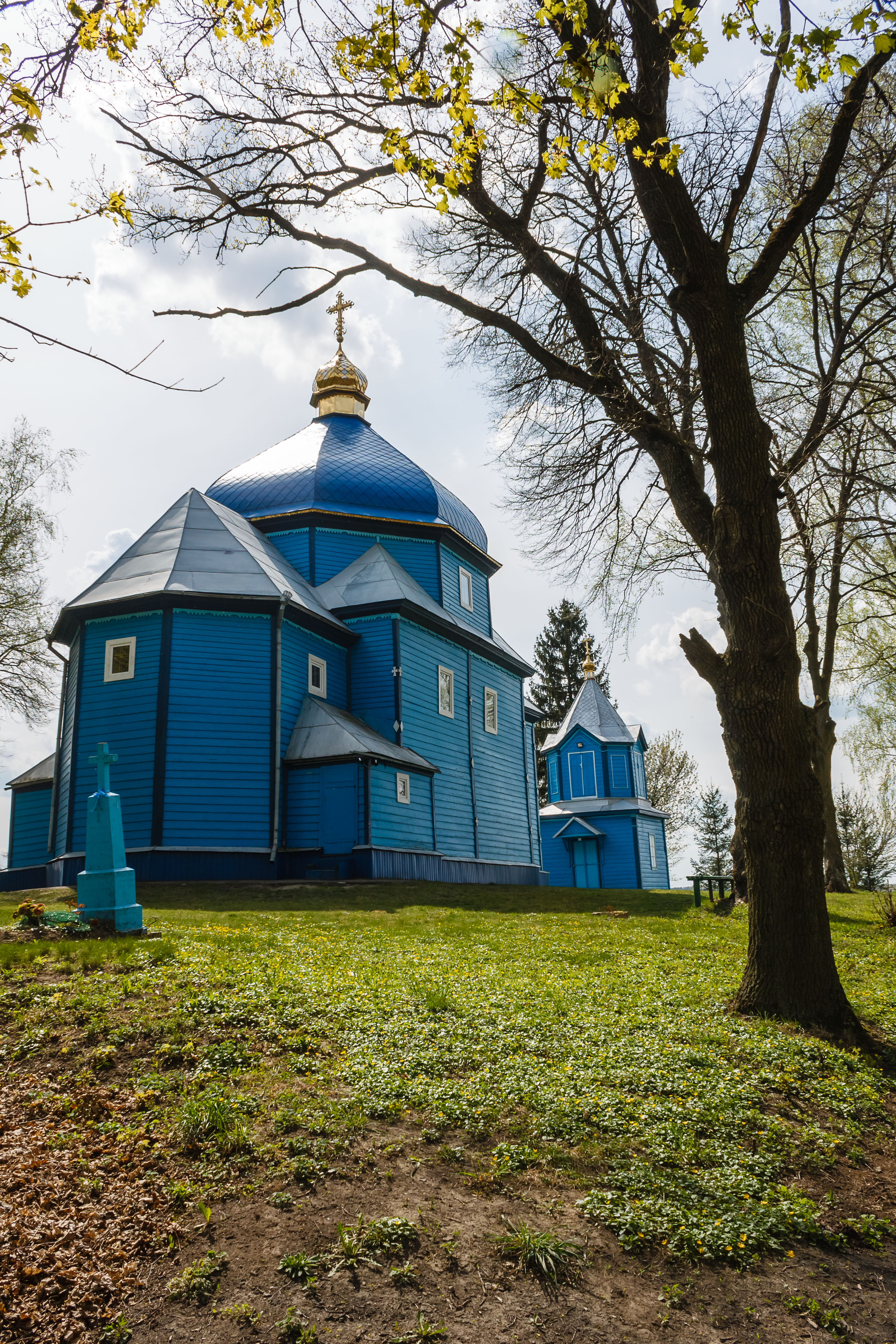
Покровская церковь

Метельное (укр. Метельне) — село в Олыкской поселковой общине Луцкого района Волынской области Украины.
До 2020 года входило в Киверцовский район.
Код КОАТУУ — 0721855402. Население по переписи 2001 года составляет 714 человек. Почтовый индекс — 45272. Телефонный код — 3365. Занимает площадь 2,129 км².
В селе есть памятник архитектуры — деревянная Покровская церковь, 1810 года постройки.